# Dorhynchus furcatus
Dorhynchus furcatus is een krabbensoort uit de familie van de Inachidae. De wetenschappelijke naam van de soort werd in 1880 voor het eerst geldig gepubliceerd door Alphonse Milne-Edwards.